# Ligue d'Augsbourg
Pour les articles homonymes, voir Ligue.
La ligue d'Augsbourg, appelée par l'historiographie anglo-saxonne la Grande Alliance, est formée le 20 décembre 1689. Signée par Guillaume III au nom des Provinces-Unies et de l'Angleterre, et par l'empereur Léopold Ier pour la monarchie de Habsbourg, son objectif principal était de s'opposer à la politique expansionniste de la France et de son souverain, Louis XIV, alors au sommet de sa puissance.
Avec l'arrivée ultérieure de l'Espagne et de la Savoie, la coalition est au cœur de la guerre de la Ligue d'Augsbourg qu'elle mène entre 1688 et 1697, et qui s'achève par le traité de Ryswick en 1697.
Une nouvelle Grande Alliance est créée le 7 septembre 1701 à la suite de la signature du traité de La Haye, avec pour même objectif de contrer les ambitions françaises qui s'affirment lors de la guerre de Succession d'Espagne. Elle est dissoute en 1713 après la mise en application des traités d'Utrecht.

## Histoire
La politique des Réunions, menée par le roi de France Louis XIV à partir de 1679, conduit à l'annexion de plusieurs territoires frontaliers et à une guerre aux Pays-Bas espagnols qui s'achève en 1684. Le bombardement de Gênes par les Français en 1684 et le soutien du roi à sa belle-sœur Madame Palatine lors de la succession de l'électeur palatin en 1685 inquiètent les princes européens. La politique anti-protestante menée depuis 1676 et qui aboutit à la révocation de l'édit de Nantes en 1685 soude le front des princes et des populations protestantes d'Europe. Guillaume III, stathouder des Provinces-Unies depuis 1672, vise à cette époque le trône d'Angleterre de son beau-père Jacques II et désire occuper Louis XIV sur le continent.
Le 12 janvier 1686, les Provinces-Unies et la Suède renouvellent leur alliance défensive. Le 7 mai, l'empereur Léopold Ier et Frédéric-Guillaume Ier, électeur de Brandebourg, en font de même pour défendre les acquis des traités de Westphalie signés en 1648. Le 9 juillet 1686 à Augsbourg est formée la ligue homonyme par l'empereur, la Suède, la Bavière et les ducs de Saxe qui s'allient contre la France. Le 2 septembre, l'électeur palatin rejoint la ligue. Il est suivi le 7 septembre par le duc de Holstein-Gottorp.
Le 20 décembre 1689, à la suite de la signature du traité de Vienne, la ligue se renforce par l'alliance de l'empereur avec Guillaume III, stathouder des Provinces-Unies et récemment couronné à la tête de l’Angleterre, auxquels s'ajoutent le Danemark et l’Espagne.
En 1690, Louis XIV menace Victor-Amédée II, duc de Savoie, d'occuper les forteresses de Turin et Verrue ; il lui demande aussi d'envoyer trois régiments de dragons et 2 000 soldats contre les Pays-Bas ou contre les Espagnols à Milan. La Savoie refuse et se joint à la ligue le 28 octobre 1690, mais elle est défaite à la bataille de La Marsaille, le 4 octobre 1693 ; plusieurs villes piémontaises sont occupées ou détruites. En 1691, la Suède se retire de la ligue, formant avec le Danemark une « ligue de neutralité armée ».
L'échec de la tentative d'imposer au pape la nomination d'un archevêque pro-français à Cologne débouche sur l'occupation militaire de la ville par les Français (juin 1688). C’est le début de la guerre de la Ligue d'Augsbourg qui dure jusqu'en 1697.